# ヘルマン・ゲッツ
ドイツの政治家 Hermann Götz (1914-1987) は別人
ヘルマン・グスタフ・ゲッツ（Hermann Gustav Goetz, 1840年12月7日 ケーニヒスベルク - 1876年12月3日 チューリッヒ近郊ホッティンゲン）は、ドイツ人の作曲家。ベルリンに学んだ後、1863年にスイスに転居。音楽評論家やピアニスト、指揮者としての活躍に加えて、創作活動を行なった。

## 生涯

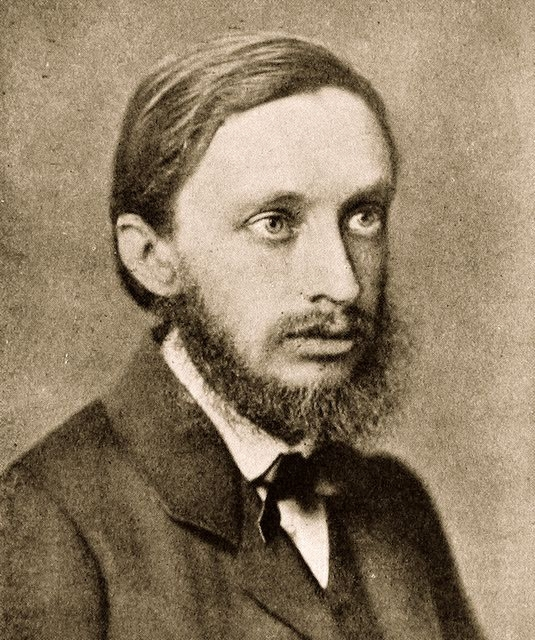
ヘルマン・ゲッツ

商人の子に生まれ、早くから音楽に親しむ環境に育つが、本格的なピアノの教育を受けたのは1857年になってからだった。しかし、作曲はそれより数年前から始めていた。1850年代の終わりになって数学で学位を取得するため準備に入るが、それを中座してベルリンのシュテルン音楽院に進学し、ピアノをハンス・フォン・ビューローに師事。1862年に無事卒業することができた。翌年、カール・ライネッケの助力のおかげでヴィンタートゥール市のオルガニストに採用され、その地でピアノ教師としても活動を始め、作曲家としても名を揚げるようになる。1868年に結婚してホッティンゲン（現在はチューリッヒ郊外）の集落に移るが、1872年までヴィンタートゥールに雇われていた。1870年から1874年まで音楽雑誌に批評を寄稿した。
1850年代から持病の結核に悩まされていたが、最晩年にはその悪化により教壇や演奏活動から引退し、ついには結核のために夭折した。

## 作品と音楽様式
ゲッツは、交響曲と単一楽章のヴァイオリン協奏曲、2つのピアノ協奏曲、たくさんのピアノ曲、ピアノを含んだいくつかの室内楽曲を遺した。シェイクスピア原作のオペラ《じゃじゃ馬ならし》のほか、ダンテの原作によるオペラ《フランチェスカ・ダ・リミニ》の作曲を進めていたが、誕生日を目前にした急死により、その遺稿はスイスの作曲家エルンスト・フランクの手により完成された。
ゲッツはメンデルスゾーンやシューマンの流れを汲む穏健なロマン主義の作曲家であった。ブラームスやビューローと親しく、その支持を受けた。当時は、フランツ・リストやリヒャルト・ワーグナーらの新ドイツ楽派が優勢であったが、ブラームス同様にウィーン古典派の伝統に心酔し、伝統的な音楽観のもとに作曲活動を続けたため、これ見よがしの効果をほぼ完全に避け、作曲技法の習熟を創作の特徴とした。ゲッツ作品は、抒情性と明晰さが際立っている。
グスタフ・マーラーが作品の数々を指揮したとはいえ、永年にわたってゲッツの名は忘れられてきた。その重要性が見直されるようになったのは、1990年代になってからのことである。ゲッツは決して新音楽の急先鋒ではなく、むしろ作曲技法を完全に操作できる作曲家であった。その作品は高水準を保っており、ゲッツを過小評価することが正しくないことを裏付けている。

## 主要作品一覧
- 管弦楽曲
  - 交響曲 ホ短調 Symphonie e-moll （1866年、断片のみ伝承）
  - 交響曲 ヘ長調 作品9  Symphonie F-Dur （1873年）
  - 演奏会用序曲《春》作品15 "Frühlingsouvertüre" （1864年）
  - ピアノ協奏曲 第1番 変ホ長調 Klavierkonzert Nr.1 Es-Dur （1861年、作品番号なし）
  - ピアノ協奏曲 第2番 変ロ長調  作品18 Klavierkonzert Nr.2 B-Dur （1867年）
  - ヴァイオリン協奏曲 ト長調 作品22 Violinkonzert G-Dur （1868年）
- 歌劇
  - じゃじゃ馬馴らし "Der Widerspenstigen Zähmung",  （1868-73年）
  - 未完オペラ《フランチェスコ・ダ・リミニ》 "Francesca da Rimini" （1875/76年）
- 声楽作品
  - 合唱とソプラノ・管弦楽のための《詩篇 第137番》作品14 "Der 137ste Psalm"  （1864年）
  - フリードリヒ・シラーの詩による《哀哭の歌 "Nänie" 》作品10 （1874年）
  - 歌曲
  - 合唱曲
- 室内楽曲
  - ピアノ三重奏曲 ト短調 作品1 Klaviertrio g-moll （1863年）
  - ヴァイオリンとピアノのための《三つの易しい小品》 "Drei leichte Stücke" für Violine und Klavier （1863年）
  - 弦楽四重奏曲 変ロ長調 Streichquartett B-Dur （1865/66年、作品番号なし）
  - ピアノ四重奏曲 ホ長調 作品6 Klavierquartett E-Dur （1867年）
  - ピアノ五重奏曲 ハ短調 作品16 Klavierquintett c-moll （1874年）
- ピアノ曲
  - 2つのソナチネ（第1番ヘ長調、第2番 変ホ長調） 作品8 Zwei  Sonatinen （1871年）
  - "Lose Blätter" op.7 （1864-69）
  - 風俗画 作品13 "Genrebilder" （1870-76）
  - 4手のためのピアノ・ソナタ ニ長調 Sonate für Klavier zu 4 Hdn. D-Dur （1855年ごろ）
  - 4手のためのピアノ・ソナタ ト短調 作品17 Sonate für Klavier zu 4 Hdn. g-moll （1865年）